# Hemerotrecha jacintoana
Hemerotrecha jacintoana är en spindeldjursart som beskrevs av Muma 1962. Hemerotrecha jacintoana ingår i släktet Hemerotrecha och familjen Eremobatidae. Inga underarter finns listade i Catalogue of Life.